# Ponte do Severn
A Ponte do Camaleão (em galês:Pont Hafren) é uma ponte suspensa que atravessa o rio Camaleon, perto de Bristol. Foi construída durante 5 anos e custou cerca de 8 milhões de libras esterlinas. A ponte chama a atenção pelo tipo de arquitetura empregada na sua construção e representou um progresso econômico para a região do sudeste do País de Gales. É um Listed building desde 1998.

## História
A primeira proposta para a construção de uma ponte no local foi feita por Thomas Telford em           1824 com o interesse de melhorar a economia na região do sul de Gales, porém nenhuma atitude foi tomada quanto à construção da ponte e ao longo das décadas seguintes o transporte ferroviário foi responsável por toda a rede de transportes do País de Gales.
No entanto, o crescimento do tráfego rodoviário no início do século XX trouxe de volta as propostas para a construção da ponte e em 1920 o conselho do distrito de Chepstow convocou uma reunião com as autoridades dos distritos vizinhos para discutir os congestionamentos na cidade causados pela rodovia A48, que passava dentro da cidade.
Em 1935, os concelhos municipais de Gloucestershire e Monmouthshire promoveram uma sessão parlamentar para autorizar a construção da ponte sobre o estuário do Severn, mas o projeto de lei foi vetado pelo Parlamento após a oposição da Great Western Railway.
Após a Segunda Guerra Mundial, os planos começaram a ser financiados pelas empresas que mantém as estradas no Reino Unido, mas a construção não foi iniciada até 1961 por que a a inauguração da Ponte Forth Rail na Escócia era considerada mais importante pelo Governo britânico.
A estrutura foi concluída pelos contratantes John Howard e Co em 1963 e a ponte foi oficialmente inaugurada pela rainha Elizabeth II em setembro de 1966. Foi liberado de pedágios em 2018.

## Componentes

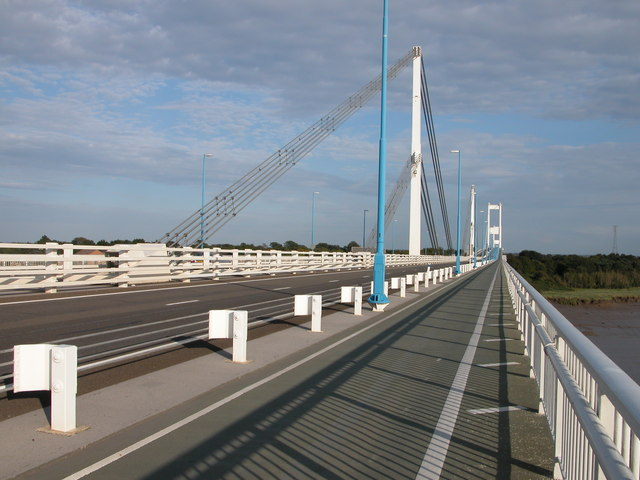
Ponte do Wye.

A rede rodoviária que atravessa o estuário do rio Severn e faz parte da Ponte de Severn consiste em três estruturas: o Viaduto Aust,o viaduto Beachley e a Ponte Wye.

### Viaduto de Aust
É uma estrutura de concreto parte da Ponte do Severn começa da cidade de Aust e termina na primeira torre da ponte.

### O Viaduto de Beachley
É  semelhante ao Viaduto de Aust, é suportado por pilares de aço e atravessa a península de Beachley.

### Ponte Wye
É a parte final da Ponte de Severn que atravessa o rio Weye. Consiste numa ponte estaiada de 408 metros de comprimento e duas torres.